# Gare de Saignelégier
La gare de Saignelégier est une gare ferroviaire suisse de la ligne de La Chaux-de-Fonds à Le Noirmont et Glovelier. Elle est située à proximité du centre-ville de Saignelégier dans le canton du Jura.
Mise en service en 1892 par la Compagnie du chemin de fer Saignelégier – La Chaux-de-Fonds, C'est aujourd'hui une gare, des Chemins de fer du Jura (CJ), desservie par des Trains régionaux.

## Situation ferroviaire
Établie à 982 mètres d'altitude, la gare de Saignelégier est située au point kilométrique (PK) 5,392 de la ligne de La Chaux-de-Fonds à Le Noirmont et Glovelier, entre les haltes de Muriaux et du Bémont.

## Histoire
La gare de Saignelégier est mise en service le 7 décembre 1892 par la Compagnie du chemin de fer Saignelégier – La Chaux-de-Fonds, lorsqu'elle ouvre à l'exploitation sa ligne à voie métrique de Saignelégier à La Chaux-de-Fonds. Elle devient une gare d'échange le 21 mai 1904, lorsque la Compagnie du chemin de fer Saignelégier – Glovelier met en service sa ligne à voie normale de Saignelégier à Glovelier.

Plans de la gare
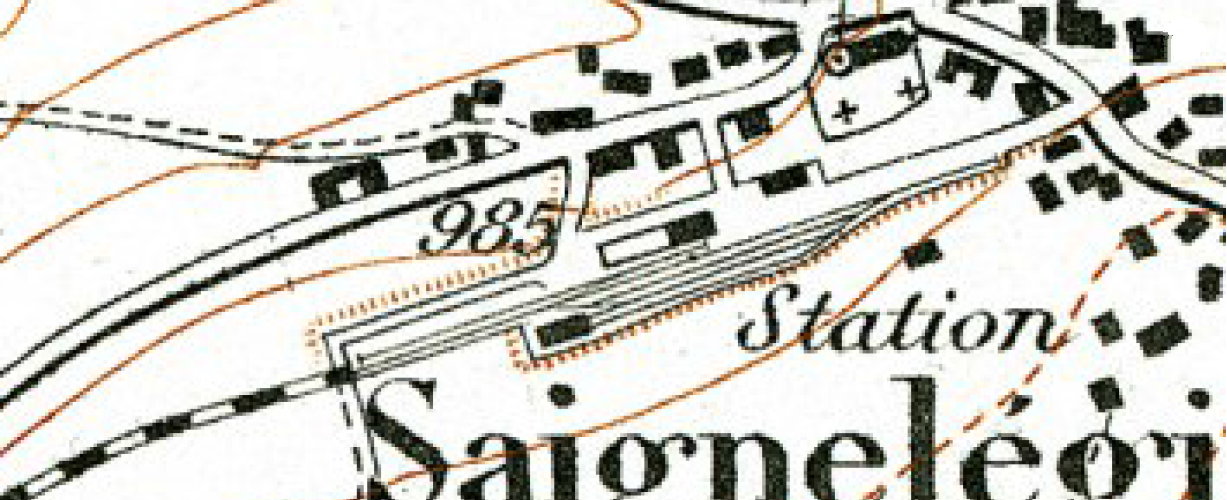
En 1896 Gare terminus.
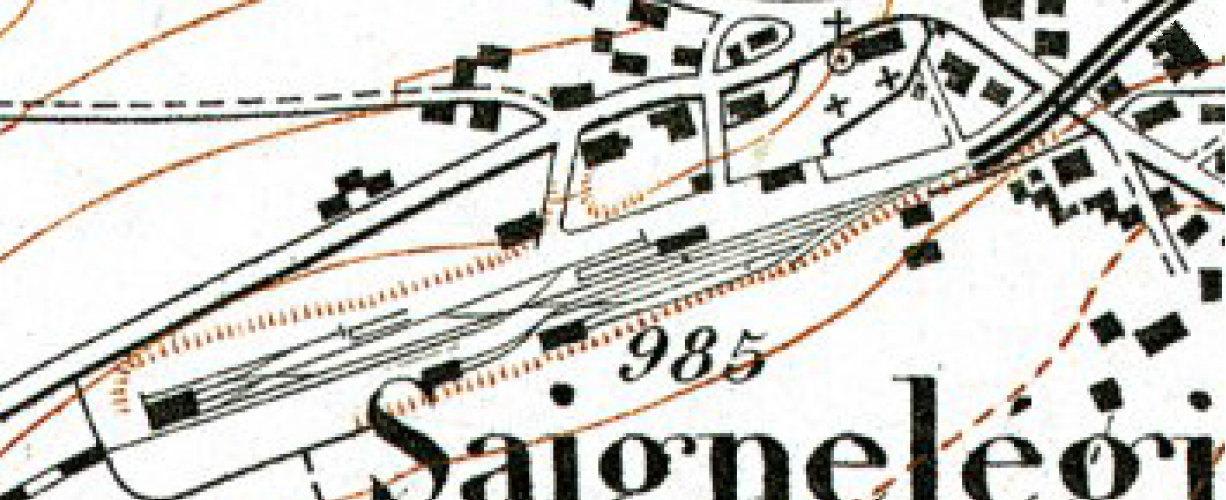
En 1904 Gare d'échange.

C'est au début de l'année 1944 qu'elle devient une gare des Chemins de fer du Jura, société issue de la fusion de plusieurs compagnies et notamment de celles ayant créées les lignes entre les gares de La Chaux-de-Fonds et de Govelier. Les difficultés financières et le mauvais états de la ligne de Saignelégier à Glovelier, nécessite l'arrêt des circulations et un transfert routier le 8 mai 1948. En 1953, les deux lignes sont maintenant à voie métrique et  électrifiée, Saignelégier devient une gare de passage.

## Service des voyageurs

### Accueil
Gare des CJ, elle dispose d'un guichet ouvert tous les jours, et d'aménagements permettant l'accessibilité aux personnes à la mobilité réduite.

### Desserte
Saignelégier est desservie par les trains régionaux CJ de la relation Glovelier - La Chaux-de-Fonds.

Installations et desserte
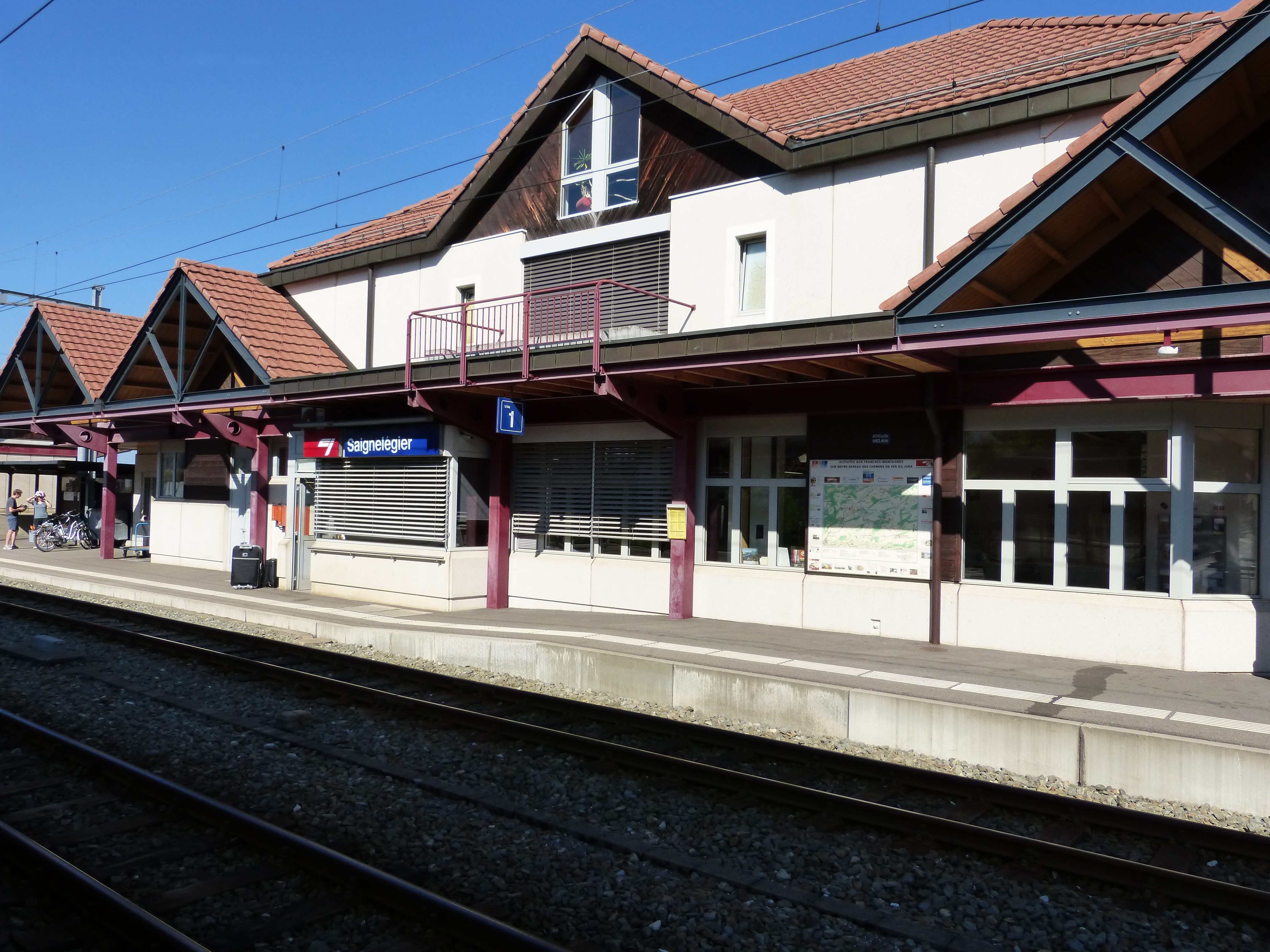
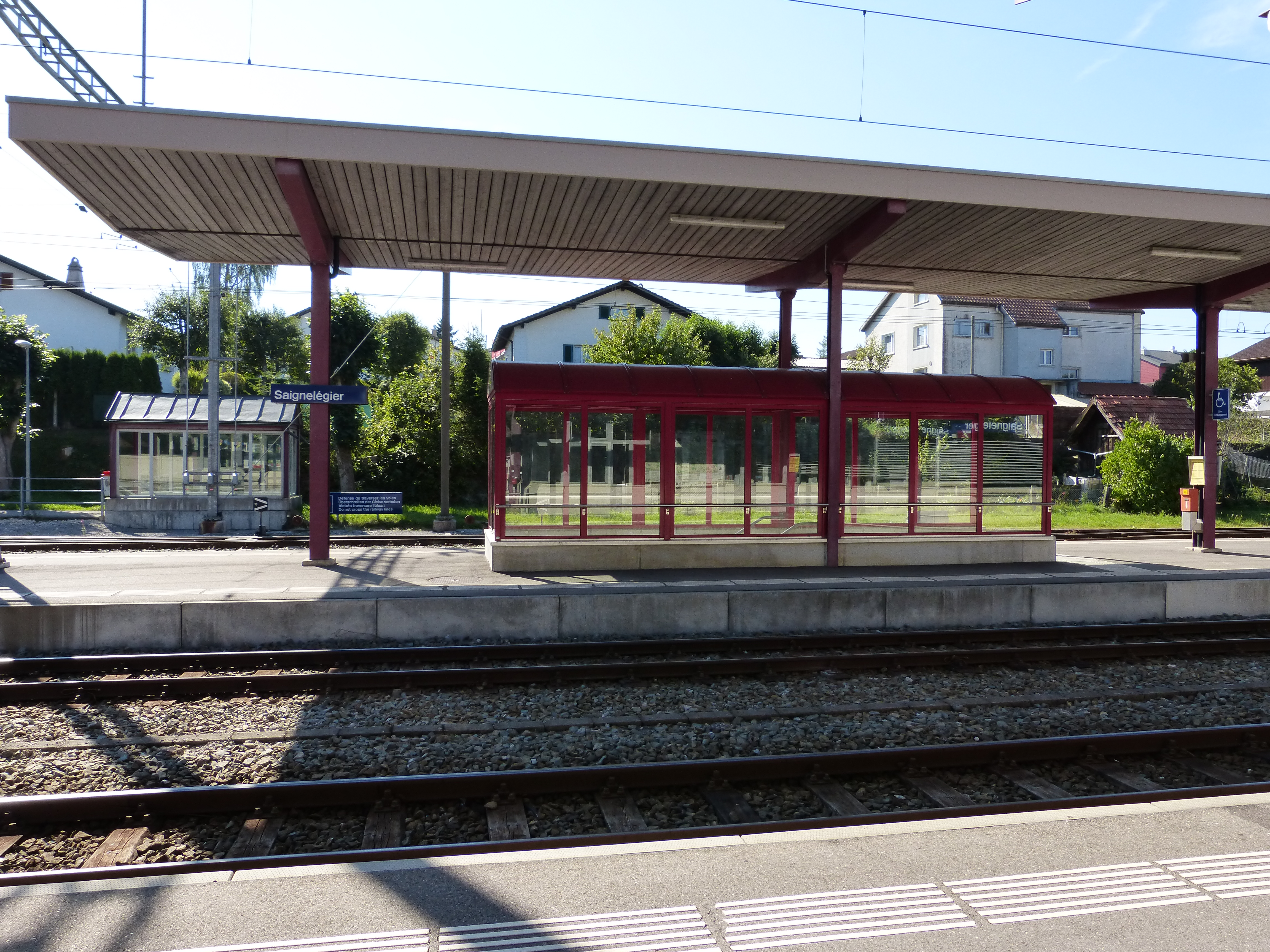
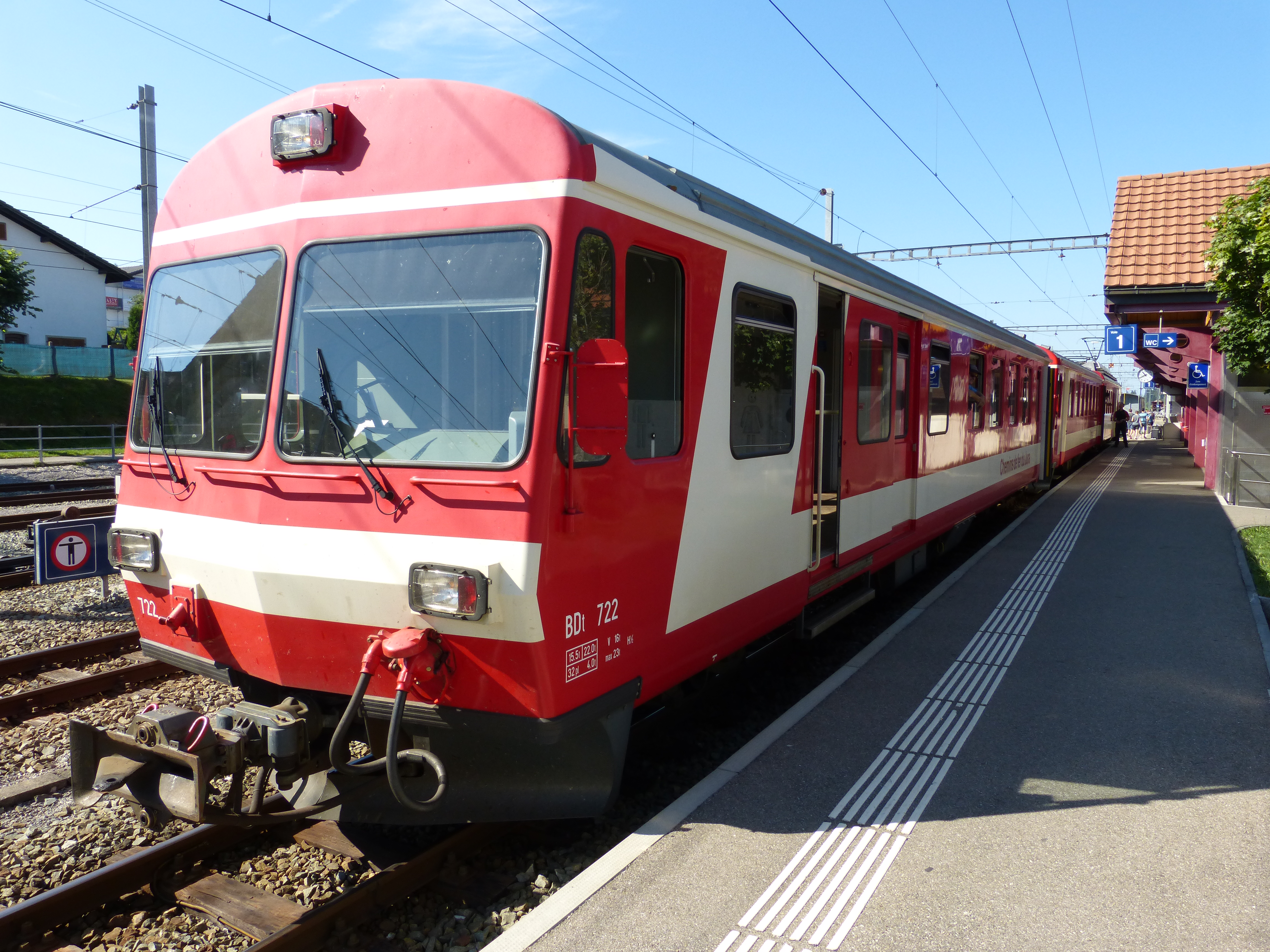

### Intermodalité
Le centre ville de Saignelégier, à pied, est à environ 150 mètres par la rue de la Gare. Des places pour les vélos et des places de parking pour les véhicules sont aménagés à proximité.

## Train touristique et patrimoniale
La gare est l'une des gares utilisées par l'association La Traction pour les circulations de ses trains historiques et notamment le Train à vapeur des Franches-Montagnes.